# São Luís Basquetebol Clube
O São Luís Basquetebol Clube é um clube de basquete brasileiro, com sede em São Luís do Maranhão. Participa da Nossa Liga de Basquetebol.